# Krasni (Aksai)
Krasni (en rus: Красный) és un possiólok a l'óblast de Rostov, a Rússia, que en el cens del 2010 tenia 703 habitants, pertany al districte d'Aksai.